# بنجامين فرانكلين Z Grill (طابع)
طابع بريد بنجامين فرانكلين Z Grill، أو ببساطة "Z-Grill"، هو طابع بريد من فئة سنت واحد أصدرته دائرة البريد الأمريكية في فبراير 1868، ويُصوّر بنجامين فرانكلين. وبينما كانت طوابع هذا التصميم شائعة الاستخدام في عقد الستينيات من القرن التاسع عشر، يتميز طابع Z-Grill بوجود ما يُسمى بنقش على شكل "Z" وهو شكل من أشكال الشبكة مُدمجة بعجينة ورق الطابع، مما يُحدث انبعاجات صغيرة في الورق. على الرغم من أن طابع فرانكلين Z-Grill من فئة سنت واحد يُعتبر عمومًا أندر وأثمن طابع بريد أمريكي، إلا أن طابع لينكولن Z-Grill من فئة 15 سنتًا لا يقل ندرة، حيث لا يُعرف عنه سوى طابعين فقط. أما طابع واشنطن Z-Grill من فئة 10 سنتات، فهو نادر جدًا، حيث لا يُعرف عنه سوى 6 طوابع فقط. وقد أُنتجت أولى عمليات الإنتاج باستخدام عملية الشبكة Grill من فئات Z الشائعة - طوابع جاكسون من فئة سنتين، وطوابع واشنطن من فئة 3 سنتات، وواشنطن من فئة 12 سنتًا. أقدم الطوابع البريدية المعروفة لهذه الطوابع Z-grill ترجع إلى يناير 1868. ثم في فبراير 1868، تم طباعة ثلاث فئات أخرى مع Z Grill، وهي طوابع فرانكلين بقيمة سنت واحد، وطوابع واشنطن بقيمة 10 سنتات، وطوابع لينكولن بقيمة 15 سنتًا المذكورة أعلاه. لم تُطبع هذه الفئات الثلاث إلا لفترة قصيرة، حيث طُبع حوالي ألف طابع فقط من كل فئة قبل أن ينتقل الإنتاج إلى طابع F-grill، مما أدى إلى ندرة هذهِ الطوابع الثلاثة.
استبدلت شبكة الطابع ذات نمط الحرف "Z"، الفريد من بين قوالب الشبكة التي يستعملها مكتب البريد لأنه يقطع حواف أفقية في الطابع بدلاً من التلال الرأسية، في غضون فترة قصيرة جدًا، حيث تم بالفعل ختم الطوابع التي تحتوي على الشبكة D وE في منتصف فبراير.
كان الغرض من شبكة الطابع هو السماح لحبر الإلغاء بالامتصاص بشكل أفضل في ورق الطوابع، مما يمنع إعادة استخدام الطوابع بغسل ومحو علامات ختم الإلغاء. لقد تبين أن استخدام الشبكات غير عملي، وتم التوقف عن استعمالها تدريجيًا بعد عام 1870.

## الطوابع المعروفة

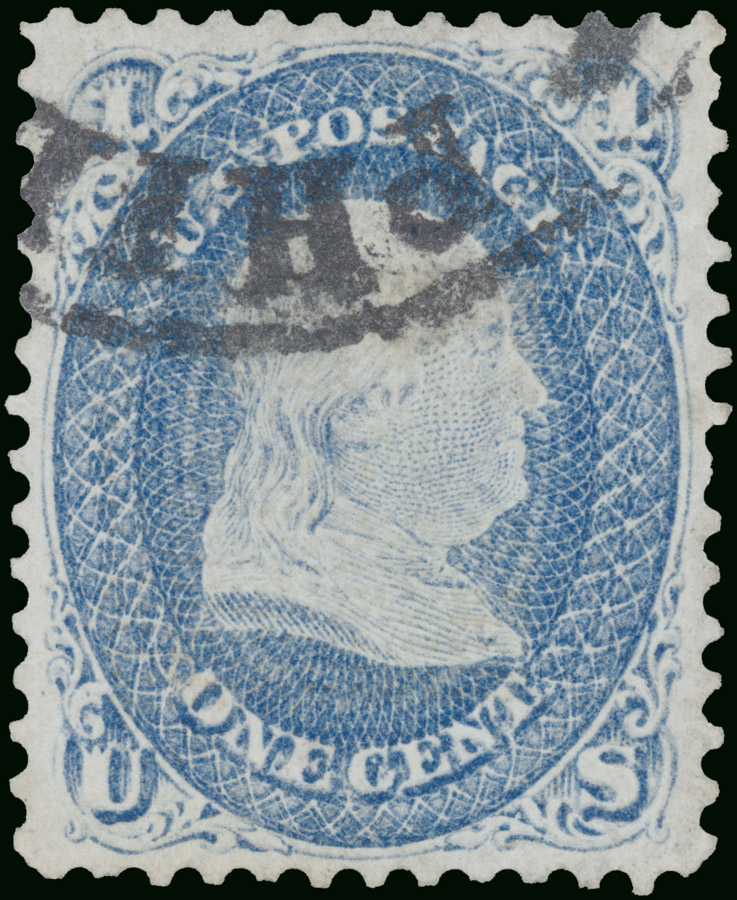
طابع شبكة Gross نوع Z فئة 1 سنت لسنة 1868 الولايات المتحدة

لا يوجد حاليًا سوى طابعين معروفين من طوابع الشبكة Z-Grill من فئة سنت واحد من عام 1868، يحملان علامات ختم الإلغاء. أحدهما مملوك لمكتبة نيويورك العامة كجزء من مجموعة بنيامين ميلر. وهكذا لا يتبقى سوى طابع واحد Z-Grill من فئة سنت واحد من عام 1868 في أيدي خاصة.
بيع هذا الطابع من فئة سنت واحد من طابع Z-Grill من عام 1868 مقابل 935 ألف دولار أمريكي عام 1998 لشركة ميستيك ستامب، وهي شركة تجارة لبيع وشراء الطوابع. عرضت دار مزادات Siegel الطابع Z-Grill في مزاد ضمن مجموعة روبرت زولنر. كان زاكاري سوندمان، الابن البالغ من العمر أحد عشر عامًا لرئيس شركة ميستيك ستامب، دونالد سوندمان، هو المسؤول عن استخدام المجداف وإجراء المزايدة الفعلية.
لاحقًا، في أواخر أكتوبر 2005، قام سوندمان بتبادل طابع Z-Grill هذا مع الممول بيل جروس مقابل مجموعة من أربعة طوابع جيني المقلوب تبلغ قيمتها حوالي 3 ملايين دولار.
عُرضت شبكتا طابع Z-Grill في المتحف البريدي الوطني، إلى جانب الجزء الأول من مجموعة بنيامين ميلر، من 27 مايو 2006 إلى 1 أكتوبر 2007.
في يونيو 2024، بيعت شبكة طابع Z-Grill المملوكة لبيل غروس في مزاد علني مقابل 4.4 مليون دولار. وفضل الفائز بالمزاد عدم الكشف عن هويته.

## ترقيم الطوابع
في فهرس سكوت للطوابع الأمريكية، ادرج طابع Z-Grill بقيمة 1 سنت كرقم 85A: وهو أحد الإصدارات القليلة جدًا التي لا تحمل رقمًا فريدًا ولكن يجب أن تشترك في رقمها (85) مع طوابع أخرى من فئات مختلفة. نشأ هذا الشذوذ لأن سكوت أنشأ نظامه قبل وقت طويل من اكتساب نمط Z-Grill الشهرة العامة كنوع منفصل من الشبكات (والذي لم يظهر حتى عقد العشرينيات من القرن العشرين). وبناءً على ذلك، خصص سكوت أحرفًا كبيرة لفئات طابع Z-Grill وأدرجها في الفهرس بعد رقم 85 (3¢ D Grill). ظهر طابع Z-Grill بقيمة 1¢ كرقم 85A وتم تسمية Z-Grill من فئة 2¢ إلى فئة 15¢ بالأرقام من 85B إلى 85F. مكّن هذا الإجراء سكوت من الاحتفاظ بالأرقام الحالية لجميع الطوابع اللاحقة، بدءًا من إصدارات E Grill (من 86 إلى 91).

## الصفات
تتميز شبكة Z بالتلال الأفقية بدلاً من التلال الرأسية للشبكات الأخرى الأكثر شيوعًا. بالإضافة إلى ذلك، فإن عدد النقاط عموديًا وأفقيًا مهم، ولكن المواد المرجعية الحالية يمكن أن تكون مربكة. يسرد فهرس سكوت لعام 2019 والإصدارات السابقة شبكة Z على أنها 11 × 14 مم (13 إلى 14 × 17 إلى 18 نقطة). نشرت مؤسسة الطوابع ورقة معارضة في الآراء الرابعة. المقال الوارد في هذه الورقة، يجادل جيروم واجشال بأن شبكات Z دائمًا ما تكون واضحة الضرب وأن 18 نقطة في الارتفاع هي القاعدة، بالإضافة إلى الإشارة إلى أن النوعين الفرعيين اللذين حددهما يمكن إدراكهما على أنهما 13 نقطة أو 14 نقطة اعتمادًا على تفاصيل معينة حول كيفية ضربهما. بدءًا من فهرس سكوت لعام 2020، تم تغيير قائمة عدد النقاط الأفقية.

## روابط خارجية
- تصنيف وصور شبكات الطوابع الأمريكية
- مزيد من المعلومات حول طابع بنجامين فرانكلين، 1 سنت، Z Grill